# Shredderman Rules
Shredderman Rules (Las Reglas de Nolan en España y Que Gane El Mejor en Hispanoamérica) es una película juvenil estadounidense para televisión, salida al aire en 2007 (en Estados Unidos) y el 21 de marzo de 2008 en Hispanoamérica. La trama es basada en el libro "Shredderman series" (título en inglés), original de Wendelin Van Draanen. Su estreno en Estados Unidos salió en el fin de semana Ned/shred (9 de junio de 2007), el cual comenzó, con el último episodio de la serie "Manual de supervivencia escolar de Ned". Tuvo 3,9 millones de televidentes, sobrepasando, el episodio "Receso de Primavera", de la serie Zoey 101, de Nickelodeon. Esta es la primera película de Nickelodeon, con la etiqueta propia de esta marca.

## Trama
Devon Werkheiser interpreta a Nolan Byrd, un chico de 8° grado, quien, además de sus compañeros, es molestado por Bubba Bixby (Andrew Caldwell). Un día el señor Green (Tim Meadows), su maestro de Ciencias Sociales le anuncia a su clase que deberán hacer un proyecto multimedia, entonces, Nolan decide hacer su proyecto basado en Bubba. Nolan está encubierto, sin decir su verdadero nombre, sino con el nombre de Shredderman; lo que hace es filmarlo, mostrando sus injusticias y malos actos típicos de bravucón, y los pone en su página [www.shreddermanrules.com].
Shredderman, no sólo pone lo que hace Bubba en esta página, pone al descubierto injusticias de la escuela Cedar Valley Junior High, incluyendo a la directora Voss y el mismo Bob Bixby, que es el padre de Bubba y uno de los hombres más ricos de la ciudad.

## Reparto
- Devon Werkheiser como Nolan Byrd/Shredderman.
- Tim Meadows como Sr. GreenĖ
- Andrew Caldwell como Alvin "Bubba" Bixby.
- Daniel Roebuck como Bob Bixby.
- Mindy Sterling como Dra. Sheila Voss
- Dave Coulier como Steven Byrd.
- Clare Carey como Sra. Byrd
- Francia Raisa como Isabel López.
- Kendre Berry como Max Smith.
- Marisa Guterman como Miriam.
- Alexandra Krosney como Tina Atkins.

## Doblaje en Hispanoamérica
- Nolan Byrd/Shredderman: Gabriel Ortiz
- Isabel López: Alondra Hidalgo
- Max Smith: Carlos Díaz
- Alvin "Bubba" Bixby: Héctor Emmanuel Gómez
- Bob Bixby: Paco Mauri
- Miriam: Karla Falcón
- Dr. Sheila Voss: Lourdes Morán
- Sra. Byrd: María Fernanda Morales

## Diferencias entre el libro y la película
- En el libro Nolan está solo en 5º Básico.
- La mamá de Bubba aparece en el libro pero no en la película.
- En el libro 1 no hay estanque.
- En el libro no se menciona que el papá de Bubba esté como parte de la red de saneamiento del negocio.
- Isabelle, Claudet, Diego y Tina no son mencionados en el libro.
- Bubba nombra a Nolan "Bird-Turd" en el libro y en la (película versión inglés), pero en la película (doblada al español) lo llaman "Nerdo".
- En el libro la abuela de Nolan no aparece.
- En el libro Max jamás es mencionado como amigo de Nolan.
- Miriam no es mencionada en el libro.